# Fuentelahiguera de Albatages
Fuentelahiguera de Albatages è un comune spagnolo di 136 abitanti situato nella comunità autonoma di Castiglia-La Mancia.